# 일인회사
일인회사란 사원이 1인밖에 없고 회사의 지분 전부가 그 1인에게 귀속되어 있는 회사의 형태를 말한다. 넓게는 명의신탁 등을 통해 형식적으로 복수의 사원이 있지만 실질적으로는 1인의 사원이 회사의 지분 전부를 소유하는 회사(실질적 의의의 1인회사)도 포함한다. 대한민국 법원은 판례를 통해 1인회사를 인정하고 있다.
미국의 경우, 수적으로는 압도적으로 다수인 개인기업은 소유주 1인이 모든 권한과 책임을 가지고 사업을 영위하는 기업으로서 소유주는 기업으로부터의 모든 수입과 비용을 자신에게 귀속시키고, 개인의 소득세를 납부한다. 한편 개인기업은 영리를 목적으로 하는 실체로서 조합의 많은 특징이 그대로 적용되므로 1인조합(one person partnership)이라고도 불린다.

## 판례

### 의의
- 주식회사에 있어서 회사가 설립된 이후 총 주식을 한 사람이 소유하게 된 이른바 1인회사의 경우에는 그 주주가 유일한 주주로서 주주총회에 출석하면 전원총회로서 성립하고 그 주주의 의사대로 결의가 될 것임이 명백하므로 따로이 총회소집 절차가 필요 없고 실제로 총회를 개최한 사실이 없었다 하더라도 그 1인 주주에 의하여 의결이 있었던 것으로 주주총회 의사록이 작성되었다면 특별한 사정이 없는 한 그 내용의 결의가 있었던 것으로 볼 수 있다.[2]
- 실질적으로 1인회사인 주식회사의 주주총회는 그 절차상의 하자가 있다 하더라도 그 주주총회에서 어떤 결의를 한 것으로 주주총회 의사록이 작성되어 있으면 특별한 사정이 없는 한 1인 주주에 의하여 그와 같은 결의가 있었던 것이라고 볼 수 있어 유효하다 할 것이다.[3]
- 주식회사에 있어서 회사가 설립된 이후 총 주식을 한 사람이 소유하게 된 이른바 1인회사의 경우에는 그 주주가 유일한 주주로서 주주총회에 출석하면 전원총회로서 성립하고 그 주주의 의사대로 결의가 될 것임이 명백하므로 따로 총회소집절차가 필요 없고, 실제로 총회를 개최한 사실이 없었다 하더라도 그 1인 주주에 의하여 의결이 있었던 것으로 주주총회의사록이 작성되었다면 특별한 사정이 없는 한 그 내용의 결의가 있었던 것으로 볼 수 있고, 이는 실질적으로 1인회사인 주식회사의 주주총회의 경우도 마찬가지이며, 그 주주총회의사록이 작성되지 아니한 경우라도 증거에 의하여 주주총회의 결의가 있었던 것으로 볼 수 있다.[4]

### 주주 총회 관련 하자의 치유
- 주주총회의 소집절차가 위법하다 하더라도 1인 주주 회사에서 그 주주가 참석하여 총회개최에 동의하고 아무 이의없이 결의한 것이라면 그 결의 자체를 위법한 것이라고 할 수 없다.[5]
- 주식회사에 있어서 회사발행의 총 주식을 한사람이 소유하고 있는 1인회사의 경우에는 그 주주가 유일한 주주로서 주주총회에 출석하면 전원총회로서 성립하고, 그 주주의 의사대로 결의될 것임이 명백하므로 따로이 총회소집절차가 필요없다 할 것이고, 실제로 총회를 개최한 사실이 없다 하더라도 그 1인주주에 의하여 의결이 있었던 것으로 주주총회 의사록이 작성되었다면 특별한 사정이 없는 한 그 내용의 결의가 있었던 것으로 볼 수 있어 형식적인 사유에 의하여 결의가 없었던 것으로 다툴 수는 없다.[6]
- 임시주주총회가 법령 및 정관상 요구되는 이사회의 결의 없이 또한 그 소집절차를 생략하고 이루어졌다고 하더라도 주주의 의결권을 적법하게 위임받은 수임인과 다른 주주 전원이 참석하여 총회를 개최하는 데 동의하고 아무런 이의 없이 만장일치로 결의가 이루어졌다면 이는 다른 특별한 사정이 없는 한 유효한 것이다.[7]
- 1인 회사의 경우 그 주주가 유일한 주주로서 주주총회에 출석하면 전원 총회로서 성립하고 그 주주의 의사대로 결의가 될 것임이 명백하므로 따로 총회소집절차가 필요 없으며, 실제로 총회를 개최한 사실이 없었다 하더라도 그 1인 주주에 의하여 의결이 있었던 것으로 주주총회 의사록이 작성되었다면 특별한 사정이 없는 한 그 내용의 결의가 있었던 것으로 볼 수 있고, 이 점은 한 사람이 다른 사람의 명의를 빌려 주주로 등재하였으나 총 주식을 실질적으로 그 한 사람이 모두 소유한 경우에도 마찬가지라고 할 수 있으나, 이와 달리 주식의 소유가 실질적으로 분산되어 있는 경우에는 상법상의 원칙으로 돌아가 실제의 소집절차와 결의절차를 거치지 아니한 채 주주총회의 결의가 있었던 것처럼 주주총회 의사록을 허위로 작성한 것이라면 설사 1인이 총 주식의 대다수를 가지고 있고 그 지배주주에 의하여 의결이 있었던 것으로 주주총회 의사록이 작성되어 있다 하더라도 도저히 그 결의가 존재한다고 볼 수 없을 정도로 중대한 하자가 있는 때에 해당하여 그 주주총회의 결의는 부존재하다고 보아야 한다.[8]

### 이사인 1인 주주의 의무위반
- 1인회사에 있어서도 회사와 주주는 분명히 별개의 인격이어서 1인회사의 재산이 곧바로 그 1인 주주의 소유라고 볼 수 없으므로 사실상 1인 주주라고 하더라도 회사의 금원을 임의로 처분한 소위는 횡령죄를 구성한다.[9]
- 1인 회사의 주주가 자신의 개인채무를 담보하기 위하여 회사 소유의 부동산에 대하여 근저당권설정등기를 마쳐 주어 배임죄가 성립한 이후에 그 부동산에 대하여 새로운 담보권을 설정해 주는 행위는 선순위 근저당권의 담보가치를 공제한 나머지 담보가치 상당의 재산상 이익을 침해하는 행위로서 별도의 배임죄가 성립한다.[10]
- 1인 주주나 대주주라 하여도 그 본인인 주식회사에 손해를 주는 임무위배행위가 있는 경우에는 배임죄가 성립하고, 회사의 임원이 그 임무에 위배되는 행위로 재산상 이익을 취득하거나 제3자로 하여금 이를 취득하게 하여 회사에 손해를 가한 때에는 이로써 배임죄가 성립하며, 위와 같은 임무위배행위에 대하여 사실상 주주의 양해를 얻었다고 하여 본인인 회사에게 손해가 없었다거나 또는 배임의 범의가 없었다고 볼 수 없다.[11]

## 같이 보기
- 법인격부인론

## 참고 문헌
- 이기수 최병규 조지현, 회사법(상법강의2 제9판 2012), 박영사, ISBN 9788964547489.